# الملكية الفكرية في إيران
إيران عضو في المنظمة العالمية للملكية الفكرية منذ عام 2001 وانضمت إلى العديد من اتفاقيات الويبو المعنية بالملكية الفكرية treaties. انضمت إيران إلى "اتفاقية حماية الملكية الصناعية" (اتفاقية باريس لحماية الملكية الصناعية) عام 1959. في ديسمبر 2003 أصبحت إيران طرفًا في اتفاق مدريد بشأن التسجيل الدولي للعلامات وفي اتفاق مدريد بشأن التسجيل الدولي للعلامات المتعلقان بالتسجيل الدولي للعلامات التجارية. عام 2005، انضمّت إيران إلى اتفاق لشبونة بشأن حماية تسميات المنشأ وتسجيلها على الصعيد الدولي المعني بحماية تسميات المنشأ وتسجيلها الدولي، والذي يضمن حماية الأسماء الجغرافية المرتبطة بالمنتجات. حتى فبراير 2008، لم تكن إيران قد انضمت بعد إلى اتفاقية لاهاي بشأن الإيداع الدولي للرسوم والنماذج الصناعية.

## الجهات المسؤولة عن سياسة الملكية الفكرية في إيران
- "قسم المؤلفين والملحنين والفنانين" في وزارة الثقافة والإرشاد الإسلامي (إيران) هي الهيئة الرئيسية المسؤولة عن مسائل حقوق النشر،
- "مكتب الملكية الصناعية في هيئة تسجيل الأعمال والعقارات" في السلطة القضائية في إيران هو المسؤول عن شؤون الملكية الصناعية. وتشمل مسؤوليته صياغة لوائح حقوق النشر التي تتوافق مع المعايير الدولية وخدمات تسجيل العلامات التجارية الدولية[2]
- تعمل المنظمة الإيرانية للأبحاث العلمية والتكنولوجية على تفعيل خطط وسياسات تطوير التكنولوجيا الوطنية، وإصدار الشهادات العلمية، وفحص جدوى المشاريع والاختراعات المقترحة في الصناعة أو إمكانية تطبيقها.

## قانون حماية حقوق المؤلفين والملحنين والفنانين، 1970
لدى إيران نظام قانوني لحماية حقوق الأعمال المنتجة داخل إيران ويُعرف بـ "قانون حماية حقوق المؤلفين والملحنين والفنانين", وهو مؤرّخ في 12 يناير 1970، أقره المجلس الوطني الاستشاري في عهد الدولة البهلوية، والمكمل به  “بقانون حماية حقوق مؤلفي برامج الحاسوب”  بتاريخ 2000 (السنة الفارسية 1379).
في 22 أغسطس 2010، أقر مجلس الشورى الإسلامي إصلاحًا للمادة 12 من قانون حماية حقوق المؤلفين والملحنين والفنانين وزيادة مدة حماية حقوق الطبع والنشر لتحدّد بـ 50 عامًا بعد وفاة المؤلف؛ وينطبق هذا القانون فقط على الأعمال التي كانت لا تزال تحت الحماية عند إقرار القانون في 22 أغسطس 2010.
ومع ذلك، فإن هذه القوانين لا تغطي المصنفات من خارج إيران لأنها "ليست" من الدول الموقعة على اتفاقية برن لحماية المصنفات الأدبية والفنية أو معاهدة الويبو بشأن حق المؤلف، كما أنها ليست عضواً في منظمة التجارة العالمية (WTO).[بحاجة لمصدر] في عام 2012 أعلنت إيران عن خطط للانضمام إلى الاتفاقيات الدولية بشأن حماية الأعمال الأدبية والفنية والعلمية، بما في ذلك اتفاقية برن لحماية المصنفات الأدبية والفنية و اتفاقية روما لحماية فناني الأداء ومنتجي التسجيلات الصوتية وهيئات الإذاعة.

## قانون تسجيل العلامات التجارية وبراءات الاختراع، 1931
ينص "قانون تسجيل العلامات وبراءات الاختراع الإيراني لعام 1931" على أن العلامة التجارية هي أي نوع من الشعارات أو التصميمات أو الصور أو الأرقام أو الحروف أو الكلمات أو الأختام أو الأغلفة، وما إلى ذلك، يُستخدم لتحديد وتمييز السلع والخدمات. وينص القانون على تسجيل أنواع مختلفة من العلامات المختارة لتحديد المنتجات والسلع الصناعية أو التجارية أو الزراعية. كما ينص على تسجيل علامات الخدمة. والشرط الأساسي هو أن تكون العلامة المقدمة للتسجيل مميزة.
تنص المادة 30 من القانون على أنه يجوز لأي مخترع أو مكتشف يحمل شهادة براءة اختراع سارية المفعول خارج إيران التقدم بطلب للحصول على براءة اختراع في إيران صالحة للمدة المتبقية من مدة براءة الاختراع الأصلية. ولكن إذا استخدم شخص أو شركة الاختراع أو الاكتشاف في إيران - كليًا أو جزئيًا - قبل تقديم الأجنبي للطلب، أو قام بالتحضيرات اللازمة لاستغلاله، فلن يكون لمالك براءة الاختراع الأجنبي الحق في إيقاف عمل ذلك الشخص أو الشركة.

## قانون تسجيل براءات الاختراع والتصاميم الصناعية والعلامات التجارية، 2008
أُقرّ مجلس الشورى الإسلامي (إيران) قانون تسجيل براءات الاختراع والتصاميم الصناعية والعلامات التجارية، 2008 للمرة الأولى في 23 يناير 2008 لفترة اختبار مدتها خمس سنوات، اعتبارًا من 5 مايو 2008.[بحاجة لمصدر]
صادق مجلس الشورى (البرلمان) أيضًا في مايو 2001 على مشروع قانون للاعتراف بقرارات التحكيم الدولية وتنفيذها، وهو قرار يهدف إلى منح الشركات حماية أكبر لممتلكاتها. وبانضمامها إلى اتفاقية الاعتراف بقرارات التحكيم الأجنبية، المعروفة باسم اتفاقية نيويورك، وافقت إيران على تنفيذ قرارات التحكيم الصادرة في دول أخرى. وستكون القرارات الصادرة في إيران قابلة للتنفيذ في الدول الأعضاء الأخرى أيضًا.
وفقًا لموقع ، يُعطي القانون الجديد، بخلاف سابقه، الأولوية لبراءات الاختراع والتصاميم الصناعية على العلامات التجارية، وهو أكثر دقة في حماية هذه الصكوك، كما هو الحال بالنسبة لحقوق الملكية الفكرية. ووفقًا لـ"هيئة تسجيل الصكوك والعقارات الحكومية"، سُجِّل ما مجموعه 9,570 اختراع وطني في إيران خلال عام 2008. وبالمقارنة مع العام السابق، سُجِّلت زيادة بنسبة 38% في عدد الاختراعات التي سجلتها الهيئة.
إيران ليست طرفًا في الاتفاقيات الدولية ولا تمتلك قانونًا واضحًا بشأن تصميمات الإدارة المتكاملة. ومع ذلك، نظرًا لأنه يمكن اعتبارها اختراعًا أو عملًا فنيًا أصليًا، فقد تُعتبر خاضعة للمادة 26 من "قانون تسجيل العلامات التجارية وبراءات الاختراع" (1931) المتعلقة ببراءات الاختراع أو المادة 2.11 من "قانون حماية حقوق المؤلفين والملحنين والفنانين" (1970) فيما يتعلق بالأعمال الفنية الأصلية (انظر أعلاه) وبالتالي محمية بموجبها.

### حقوق الطبع والنشر
الأعمال قابلة للتسجيل: الكتب والنشرات والمسرحيات وكل المؤلفات الأدبية والعلمية والفنية الأخرى، بغض النظر عن طريقة كتابتها أو تسجيلها أو إذاعتها؛ الأعمال السمعية والبصرية للعروض المسرحية أو السينمائية أو البث الإذاعي والتلفزيوني؛ اللوحات والصور والرسومات والتصاميم والكتابات الزخرفية والخرائط الجغرافية أو أي عمل زخرفي وخيالي يُنتَج بأي طريقة بسيطة أو معقدة؛ المنحوتات من جميع الأنواع؛ الأعمال المعمارية والتصاميم والرسومات والمباني؛ الأعمال الفوتوغرافية المنتَجة بأي طرق أصلية؛ المواد الأصلية للحرف اليدوية التطبيقية والفنون الصناعية، وتصاميم السجاد والبسط؛ الأعمال الأصلية المستندة إلى الفولكلور والتراث الوطني للثقافة والفنون.[بحاجة لمصدر]

### براءات الاختراع
الإبداع: لا توجد معرفة عامة في إيران أو خارجها كافية لتطبيقها عمليًا. يُعتبر أول من يتقدم بطلب تسجيل اختراع وفقًا للقانون مخترع ما جاء في طلب براءة الاختراع، ما لم يثبت خلاف ذلك.
الأنواع والمدة: تسجّل براءات الاختراع لمدة 5، 10، 15، أو 20 عاماً، حسب اختيار مقدم الطلب.
أمور لا يمكنها الحصول على براءة اختراع: لا تُمنح براءة اختراع للتركيبات والمركبات الصيدلانية، ولكن يُمكن تقديم طلب براءة اختراع لعمليات مُتعلقة بتصنيع الأدوية. كما لا يُمكن منح براءة اختراع لأي اختراع أو تحسين يُخل بالنظام العام أو يُعتبر مُخالفًا للأخلاق أو الصحة العامة.
العمل بها: ستكون براءة الاختراع عرضة للإلغاء إذا لم يعمل بها خلال فترة السنوات الخمس التالية لتاريخ منحها.
التسجيل: في أكتوبر 2007 وافق البرلمان الإيراني على التوقيع على معاهدة التعاون بشأن البراءات (PCT) التي تمكن حاملي براءات الاختراع في بلد واحد من تسجيل براءات اختراعهم في البلدان الأعضاء في معاهدة التعاون بشأن البراءات ببساطة عن طريق تقديم طلب واحد إلى سلطة التسجيل الوطنية ذات الصلة.[بحاجة لمصدر]

### العلامات التجارية
الأنواع والمدة: يجوز تسجيل علامة تجارية لمدة عشر سنوات قابلة للتجديد لأجل غير مسمى لفترات إضافية مدتها عشر سنوات.
التأثير القانوني: يمنح التسجيل مالكَ العلامة التجارية الحقَ الحصري في استخدام علامته التجارية على المنتجات المسجلة لها. ويجوز له منع الآخرين من استخدامها للمنتجات المنافسة.
غير قابلة للتسجيل: علم إيران؛ أي علم حظرت الحكومة استخدامه كعلامة تجارية؛ شارات وأوسمة وشارات حكومة الجمهورية الإسلامية الإيرانية؛ علامات المؤسسات الرسمية مثل الهلال الأحمر الإيراني أو اللجنة الدولية للصليب الأحمر؛ الكلمات و/أو العبارات التي تخلق انطباعاً بالارتباط الرسمي بالسلطات الإيرانية؛ علامات مخالفة لـ الإخلال بالنظام العام والآداب العامة (معيار ذلك في إيران أكثر صرامة منه في معظم البلدان الأخرى)؛ والعلامات التي تشبه إلى حد كبير علامة مسجلة بالفعل لدرجة أنها قد تسبب ارتباكاً أو خداعاً للمستهلكين.
العمل بها: إذا لم تُستخدم العلامة التجارية في إيران أو في الخارج خلال ثلاث سنوات من تاريخ التسجيل، وإذا فشل المالك أو ممثله القانوني في تقديم سبب وجيه، فيجوز لأي طرف مهتم التقدم إلى المحكمة وطلب إلغاء العلامة التجارية.
التسجيل: لتسجيل علامة تجارية، يجب على مقدم الطلب (إيراني أو أجنبي) مراجعة مكتب تسجيل الملكية الصناعية في طهران شخصياً أو عن طريق محامٍ، وتقديم طلب للحصول على شهادة تسجيل علامة تجارية. تُنشر الطلبات في الجريدة الرسمية ليتمكن المعنيون من الاطلاع عليها، والطعن فيها عند الحاجة. يفحص المسجل الطلبات من حيث الشكل والمحتوى والتوافق مع قواعد التسجيل ذات الصلة. في حال رفض المسجل الطلب، يجوز لمقدم الطلب الطعن أمام المحكمة.

## المعاهدات الدولية

### حماية الملكية الثقافية
صادقت إيران على اتفاقية لاهاي لحماية الملكية الثقافية في حالة النزاع المسلح (لاهاي، 14 مايو 1954.) عام 1959 وعلى اتفاقية اليونسكو بشأن التدابير الواجب اتخاذها لحظر ومنع استيراد وتصدير ونقل ملكية الممتلكات الثقافية (باريس، 14 نوفمبر 1970.) عام 1975، ووافقت على اتفاقية حماية التراث الثقافي والطبيعي العالمي (باريس، 16 نوفمبر 1972) واتفاقية لاهاي لحماية الملكية الثقافية في حالة النزاع المسلح. (لاهاي 26 مارس 1999) عام 2005.

### اتفاقية باريس لحماية الملكية الصناعية، 1959
إيران طرف في اتفاقية باريس لحماية الملكية الصناعية.

### المنظمة العالمية للملكية الفكرية، 2002
إيران عضو في المنظمة العالمية للملكية الفكرية منذ عام 2002 وانضمت إلى العديد من معاهدات الملكية الفكرية التي تديرها المنظمة. مع ذلك فإن إيران ليست طرفاً في معاهدة الويبو بشأن حق المؤلف.
وفقاً لتقرير المنظمة العالمية للملكية الفكرية'المعنون "تقرير مؤشرات الملكية الفكرية العالي 2013"، حلّت إيران في المرتبة 90 من حيث عدد براءات الاختراع التي أنشأها إيرانيونفي جميع أنحاء العالم، وفي المرتبة 100 في التصاميم الصناعية والمرتبة 82 من حيث العلامات التجارية لتحلّ بعد الأردن وفنزويلا في هذا التصنيف، لكنها تسبق اليمن ,جامايكا.

### اتفاقية مدريد بشأن التسجيل الدولي للعلامات التجارية، 2003
```
في ديسمبر 2003، أصدر مجلس الوزراء المرسوم H24305T/6921، بالمصادقة على انضمام إيران إلى 
اتفاق مدريد بشأن التسجيل الدولي للعلامات
 
وبروتوكول مدريد
.
```

### اتفاق لشبونة بشأن حماية تسميات المنشأ وتسجيلها على الصعيد الدولي، 2005
عام 2005، انضمّت إيران إلى اتفاق لشبونة بشأن حماية تسميات المنشأ وتسجيلها على الصعيد الدولي، الذي يضمن حماية الأسماء الجغرافية المرتبطة بالمنتجات. دخل اتفاق لشبونة حيز التنفيذ في مارس 2006. ونتيجةً لذلك، حظرت إدارة الجمارك الإيرانية استيراد البضائع المُنتجة في الخارج والتي تحمل علامات تجارية إيرانية.